# Wattignies
Cet article possède un paronyme, voir Wassigny.
Pour la ville de Wattignies près de laquelle se tint la bataille de Wattignies en 1793, voir Wattignies-la-Victoire.
Ne doit pas être confondu avec Watigny.
Wattignies  est une commune française située dans le département du Nord en région Hauts-de-France.

## Géographie

### Localisation

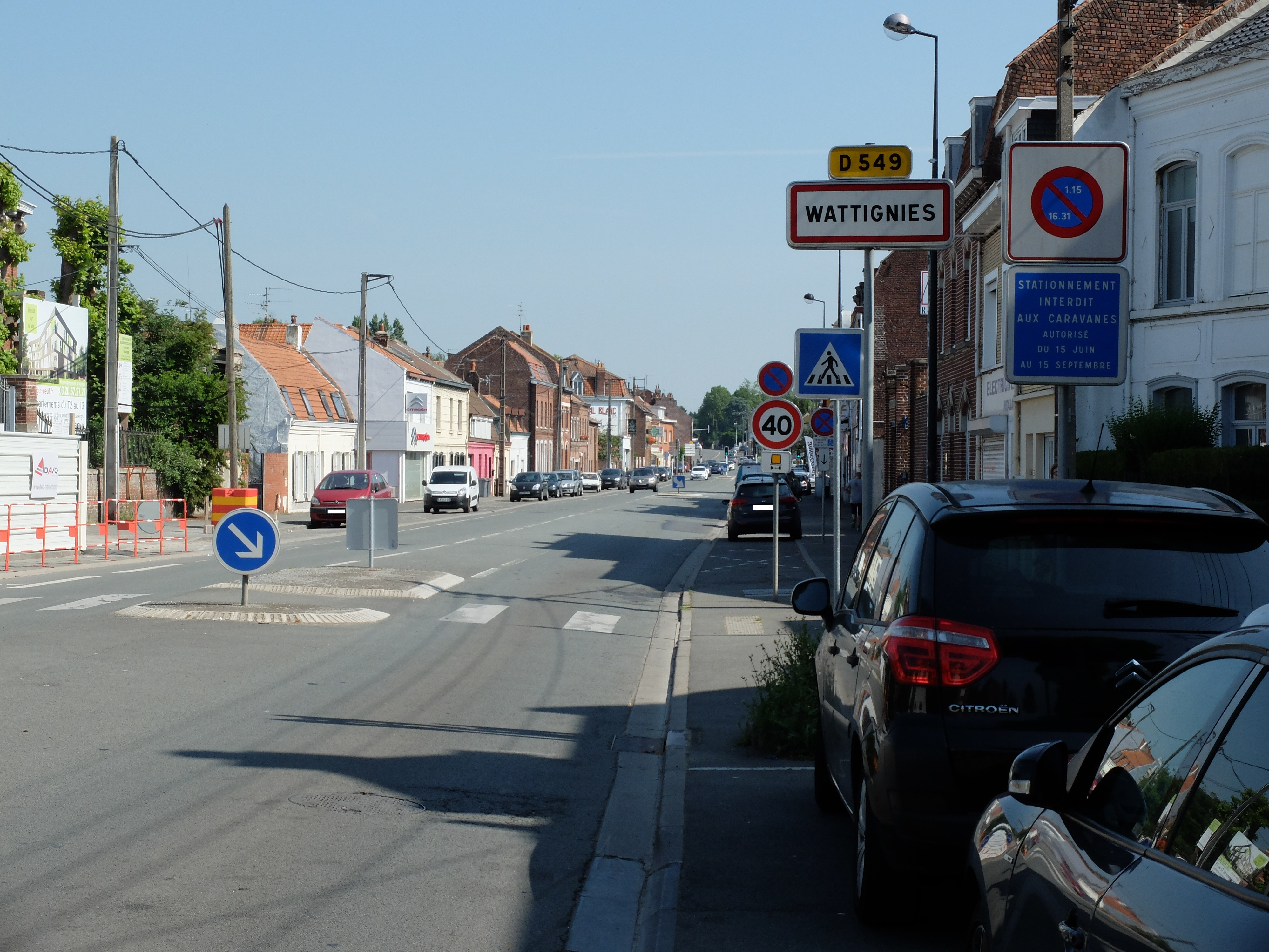
Une entrée de la commune.

Wattignies est une ville de la banlieue de Lille, jouxtant par le sud cette métropole régionale, en Flandre romane. 
Elle se trouve dans l'Aire d'attraction de Lille (partie française) ainsi que dans son unité urbaine de Lille, dans la zone d'emploi et dans le bassin de vie de Lille.

### Communes limitrophes
La ville est limitrophe de Lille, Faches-Thumesnil, Templemars, Seclin, Noyelles-lez-Seclin, Emmerin et Loos-lez-Lille. La commune est localisée dans l'ancien quartier du Mélantois, de la châtellenie de Lille, en Flandre romane.
| Loos                | Lille      | Faches-Thumesnil |
| Emmerin             | Wattignies | Templemars       |
| Noyelles-lès-Seclin | Seclin     |                  |

### Géologie et relief
La superficie de la commune est de 6,31 km2 ; son altitude varie de 21  à   54 mètres. 

### Hydrographie

#### Réseau hydrographique

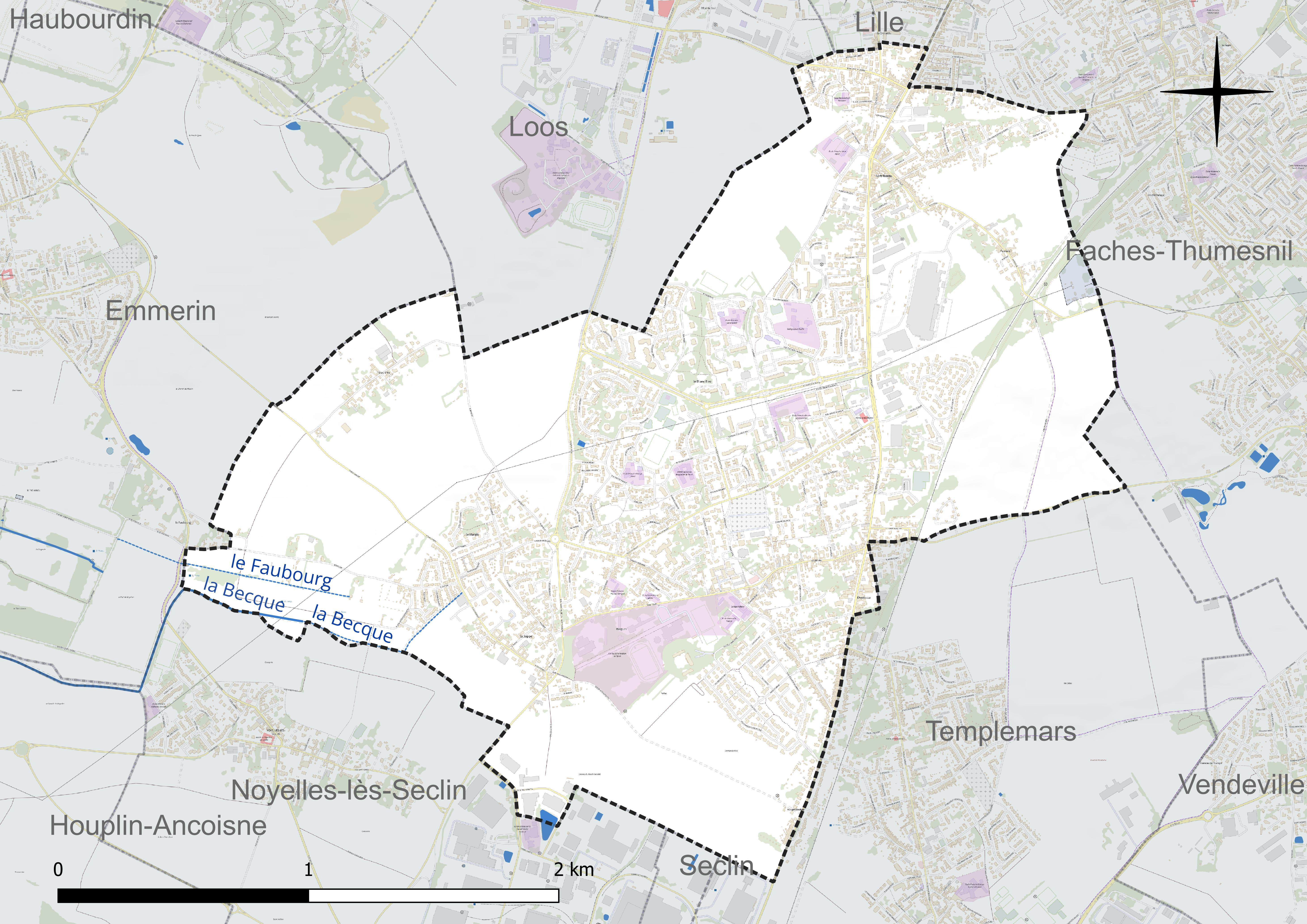
Réseau hydrographique de Wattignies.

La commune est située dans le bassin Artois-Picardie. 
Elle est drainée par la Becque et un autre petit cours d'eau,.

#### Gestion et qualité des eaux
Le territoire communal est couvert par le schéma d'aménagement et de gestion des eaux (SAGE) « Marque Deûle ». Ce document de planification concerne un territoire de 1 120 km2 de superficie, délimité par les bassins versants de la Marque et de la Deûle, formant une vaste cuvette sédimentaire de 40 km de long et de 25 km de large, où la pente est très faible. Le périmètre a été arrêté le 2 décembre 2005 et le SAGE proprement dit a été approuvé le 9 mars 2020. La structure porteuse de l'élaboration et de la mise en œuvre est la Métropole européenne de Lille. 
La qualité des cours d'eau peut être consultée sur un site dédié géré par les agences de l'eau et l'Agence française pour la biodiversité. 

### Climat
Pour des articles plus généraux, voir Climat des Hauts-de-France et Climat du Nord.
En 2010, le climat de la commune est de type climat océanique dégradé des plaines du Centre et du Nord, selon une étude du CNRS s'appuyant sur une série de données couvrant la période 1971-2000. En 2020, Météo-France publie une typologie des climats de la France métropolitaine dans laquelle la commune est exposée à un climat océanique et est dans la région climatique  Nord-est du bassin Parisien, caractérisée par un ensoleillement médiocre, une pluviométrie moyenne régulièrement répartie au cours de l'année et un hiver froid (3 °C). 
Pour la période 1971-2000, la température annuelle moyenne est de 10,5 °C, avec une amplitude thermique annuelle de 14,2 °C. Le cumul annuel moyen de précipitations est de 682 mm, avec 12,1 jours de précipitations en janvier et 8,8 jours en juillet. Pour la période 1991-2020, la température moyenne annuelle observée sur la station météorologique la plus proche, située sur la commune de Lesquin à 5 km à vol d'oiseau, est de 11,3 °C et le cumul annuel moyen de précipitations est de 740,0 mm,. Pour l'avenir, les paramètres climatiques de la commune estimés pour 2050 selon différents scénarios d'émission de gaz à effet de serre sont consultables sur un site dédié publié par Météo-France en novembre 2022.
| Mois                                  | jan.             | fév.             | mars           | avril           | mai             | juin            | jui.           | août           | sep.           | oct.            | nov.            | déc.             | année      |
| ------------------------------------- | ---------------- | ---------------- | -------------- | --------------- | --------------- | --------------- | -------------- | -------------- | -------------- | --------------- | --------------- | ---------------- | ---------- |
| Température minimale moyenne (°C)     | 1,7              | 1,9              | 3,8            | 5,9             | 9,3             | 12,1            | 14,2           | 14             | 11,4           | 8,4             | 4,9             | 2,3              | 7,5        |
| Température moyenne (°C)              | 4,1              | 4,7              | 7,5            | 10,5            | 13,8            | 16,7            | 18,9           | 18,8           | 15,8           | 11,9            | 7,6             | 4,7              | 11,3       |
| Température maximale moyenne (°C)     | 6,6              | 7,5              | 11,2           | 15              | 18,4            | 21,3            | 23,7           | 23,7           | 20,2           | 15,4            | 10,3            | 7                | 15         |
| Record de froid (°C) date du record   | −19,5 14.01.1982 | −17,8 21.02.1956 | −10,5 13.03.13 | −4,7 09.04.1968 | −2,3 03.05.1967 | 0 02.06.1962    | 3,4 05.07.1964 | 3,9 31.08.1956 | 1,2 23.09.1979 | −4,4 28.10.1950 | −7,8 24.11.1998 | −17,3 29.12.1964 | −19,5 1982 |
| Record de chaleur (°C) date du record | 15,2 18.01.07    | 19 24.02.21      | 24,8 31.03.21  | 27,9 15.04.07   | 31,7 27.05.05   | 34,8 28.06.1947 | 41,5 25.07.19  | 37,1 08.08.20  | 35,1 15.09.20  | 27,8 01.10.11   | 20,3 06.11.18   | 16,1 31.12.22    | 41,5 2019  |
| Ensoleillement (h)                    | 622              | 736              | 1 273          | 1 759           | 1 957           | 2 015           | 2 097          | 1 968          | 1 553          | 1 153           | 617             | 525              | 16 274     |
| Précipitations (mm)                   | 58,2             | 50,8             | 52,1           | 45,3            | 61,6            | 63,7            | 67,8           | 71,3           | 56,8           | 64,1            | 75              | 73,3             | 740        |

### Milieux naturels et biodiversité
La métropole a créé en 2019 l'espace naturel des Périseaux, une plaine agricole préservée de 266 hectares située sur les territoires communaux de Wattignies, Templemars, Faches-Thumesnil et Vendeville et qui permet à la fois une production agricole et promenades et détentes. Une promenade de 6 km permet de se déplacer près d'un étang et d'un verger, entre les champs et à proximité de deux fermes, l'une laitière, l'autre équestre.

## Urbanisme

### Typologie
Au 1er janvier 2024, Wattignies est catégorisée grand centre urbain, selon la nouvelle grille communale de densité à sept niveaux définie par l'Insee en 2022.
Elle appartient à l'unité urbaine de Lille (partie française), une agglomération internationale regroupant 60  communes, dont elle est une commune de la banlieue,,. 
Par ailleurs la commune fait partie de l'aire d'attraction de Lille (partie française), dont elle est une commune du pôle principal,. Cette aire, qui regroupe 201 communes, est catégorisée dans les aires de 700 000 habitants ou plus (hors Paris),.

### Occupation des sols

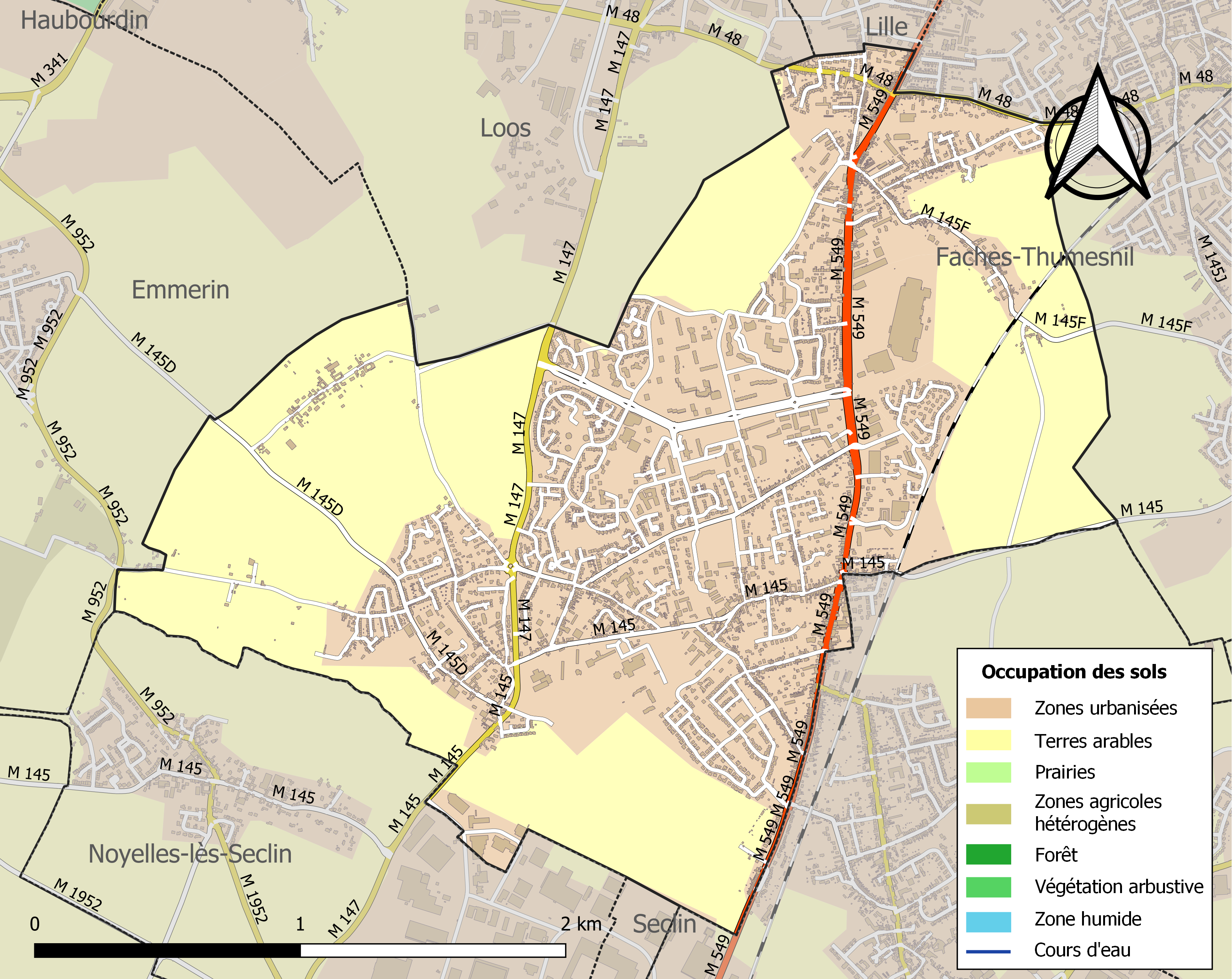
Carte des infrastructures et de l'occupation des sols de la commune en 2018 (CLC).

L'occupation des sols de la commune, telle qu'elle ressort de la base de données européenne d'occupation biophysique des sols Corine Land Cover (CLC), est marquée par l'importance des territoires artificialisés (54,9 % en 2018), en augmentation par rapport à 1990 (48,9 %). 
La répartition détaillée en 2018 est la suivante :  zones urbanisées (50 %), terres arables (45,1 %), zones industrielles ou commerciales et réseaux de communication (4,9 %). 
L'évolution de l'occupation des sols de la commune et de ses infrastructures peut être observée sur les différentes représentations cartographiques du territoire : la carte de Cassini (XVIIIe siècle), la carte d'état-major (1820-1866) et les cartes ou photos aériennes de l'IGN pour la période actuelle (1950 à aujourd'hui).

### Habitat et logement
En 2021, le nombre total de logements dans la commune était de 7 291, alors qu'il était de 6 698 en 2016 et de 6 151 en 2011. 
Parmi ces logements, 94 % étaient des résidences principales, 1,1 % des résidences secondaires et 4,9 % des logements vacants. Ces logements étaient pour 47,3 % d'entre eux des maisons individuelles et pour 51,7 % des appartements. 
Le tableau ci-dessous présente la typologie des logements à Wattignies en 2021 en comparaison avec celle du Nord et de la France entière. Une caractéristique marquante du parc de logements est ainsi la faible proportion des résidences secondaires et logements occasionnels (1,1 %) par rapport au département (1,8 %) et à la France entière (9,7 %). 
| Typologie                                               | Wattignies | Nord | France entière |
| ------------------------------------------------------- | ---------- | ---- | -------------- |
| Résidences principales (en %)                           | 94         | 90,9 | 82,2           |
| Résidences secondaires et logements occasionnels (en %) | 1,1        | 1,8  | 9,7            |
| Logements vacants (en %)                                | 4,9        | 7,4  | 8,1            |

La commune respecte les obligations qui lui sont faites par l'article 55 de la loi SRU de disposer d'au moins 20 % de son parc de résidences principales constituées de logements sociaux

### Projets d'aménagement
À la date du 21 août 2008, le grand dossier économique porte sur la ZAC et la construction de 250 (200+50) logements sur un site historique. À ce jour, le promoteur est détenteur d'une promesse de vente des propriétaires de 13 ha mais ne fera l'acquisition qu'une fois les permis de construire et le permis de lotir attribués et ceux-ci purgés de tout recours de tiers. La valeur de marché des 250 logements est de 80 M€.
Une nouvelle version de la ZAC a été lancée par LMCU en mars 2007 mais contestée pour absence d'appel d'offres (loi du 20 juillet 2005(loi no 2005-809)). Cette nouvelle loi, dont le décret d'application est paru le 31 juillet 2006, oblige la tenue d'un appel d'offres pour le choix du « concessionnaire » chargé de l'aménagement d'une ZAC (routes, évacuation des eaux usées etc). L'absence d'appel d'offres entrainant la nullité de la concession. Cette ZAC est une copie d'une première tentative de ZAC, créée par délibération LMCU du 25 février 2005 et qui avait reçu des commentaires négatifs du commissaire enquêteur de l'époque (M. Albert Lefebvre ancien maire de Phalempin). Sur la foi de ce rapport négatif remis en décembre 2005, LMCU avait voté la délibération de suppression de cette ZAC (dite ZAC-1) en juin 2006. Ensuite, le 30 mars 2007, LMCU votait une nouvelle délibération portant sur la création d'une nouvelle ZAC(dite ZAC-2) avec un nouveau commissaire enquêteur.
Le projet de construire 200 logements sur la plaine du champ de bataille de Malborough de 1708 poserait de gros problèmes de trafic pour les habitants de la rue Voltaire et du centre de Wattignies. Aux dernières nouvelles (septembre 2008), un recours administratif a été déposé en mairie pour contester l'absence d'appel d'offres précédant le choix de l'aménageur. LMCU tendance Martine Aubry ayant décidé de passer outre l'opposition des riverains et des usagers de la maternelle.
Un autre projet immobilier de 100 appartements s'ajoutant aux 200 logements de la ZAC2, donnant 300 logements accessibles par une seule rue (Voltaire), soit pour 600 voitures et 1 200 passages/jour.
Un ensemble de 200 logements près de la mairie sur les terrains dits de « La Pie qui Chante » est en construction (résidence Les Allées de Marianne).
Le total des 500 logements ainsi lancés en 2008 représenterait près de 15 % du total des logements mis en chantier sur LMCU (3 800 estimés) sur 1 % de la surface totale de LMCU.

### Voies de communication et transports
Proche des autoroutes A1 et A25.
La gare de Wattignies - Templemars, située à quelques centaines de mètres du territoire communal, est desservie par des trains TER Hauts-de-France circulant entre Douai et Lille-Flandres.
La commune est reliée à la station CHU - Eurasanté, terminus de la ligne 1 du métro par les Lianes 2 et 92 ainsi que par la ligne 55 du réseau Ilévia. Les lignes 14, 912, 920, 921, 927 et la ligne sur réservation 70R desservent la commune tout comme les lignes 852, 856, 858 et 883 du réseau interurbain Arc-en-Ciel 2.

## Toponymie
La ville est dénommée Wattenijs en néerlandais.

## Histoire
(janvier 2018).
- Si vous ne connaissez pas le sujet, laissez ce bandeau (vous pouvez alors contacter les auteurs).
- Si vous supprimez le contenu mis en cause (vous pouvez préalablement contacter les auteurs),

argumentez précisément cette suppression dans la page de discussion
(un manque de référence n'est pas un argument ; une recherche réelle de référence doit avoir été effectuée, être formellement documentée).

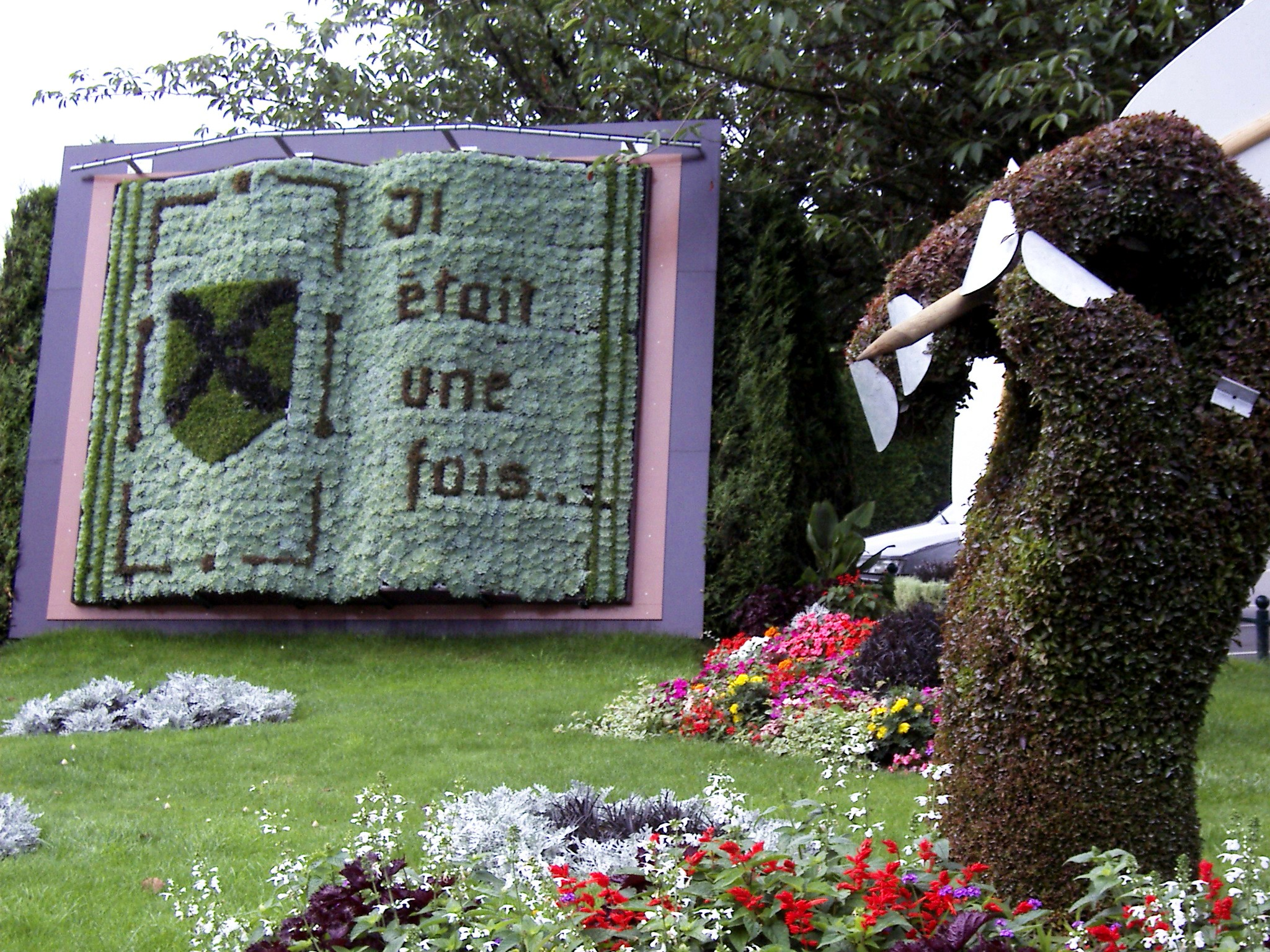
Il était une fois...

L'existence de la ville pourrait remonter à avant 1159, sous la forme « Watengni », mais elle identifiée avec certitude pour la première fois dans le cartulaire de l'abbaye de Loos en 1220 sous le nom de « Wattegnies ». Sur les cartulaires suivants, elle prend différentes dénominations, dont Wategnies, Wattegnies, Watignies, Wateignies et Wattines. Le nom fut figé à Wattignies en 1733.
Wattignies possède plusieurs particularités historiques.
La chapelle de l'église Saint-Lambert, construite en 1er style prégothique (lien entre le roman et le gothique) au retour des croisés de la 2e croisade (Baudouin de Flandre vers 1100), serait la plus ancienne au nord de Paris (XIIe siècle) [réf. nécessaire]. Le vitrail central de la chapelle serait antérieur à ceux de la Sainte-Chapelle de Paris (vers 1240, sous Saint Louis).
Selon les mêmes recherches, « un premier château féodal du XIIe siècle » aurait été construit sur la butte existante à la hauteur de la place de Wattignies (rabaissée depuis), une porte basse de la chapelle (côté droit) donnant sur ce petit château, place forte détruit à une date inconnue (vers 1550/1600, et en tout état de cause après la construction de la tour du clocher vers 1550).
Une conférence d'histoire fut donnée le 30 janvier 2010 à Wattignies, organisée par l'association locale Wattignies Pas à Pas, devant 60 personnes, dont le maire de la ville.
Le conférencier présenta plusieurs éléments indiquant la présence possible d'un trésor qui aurait été placé dans la crypte de la chapelle pré-gothique de l'église de Wattignies, celle-ci construite vers 1130 au retour des croisés de la 1re croisade (1099). Sa démonstration impliquant une approche à la fois architecturale (hauteur de la voute), historique, politique et généalogique (les Lannoy et les seigneurs de Wavrin, Sénéchaux aux XIIe et XIIIe siècles du comte de Flandres, ayant droit de haute justice (pendaison). Cette crypte aurait été camouflée à une date inconnue et pour une raison inconnue, sans doute pour mettre à l'abri des objets précieux (ref-Croix de Wattignies) et des documents d'archives. Une simple vérification avec un radar de sol (type utilisé dans les BTP pour les canalisations enfouies) permettrait de valider ou invalider rapidement et facilement cette théorie de crypte camouflée, avant de transmettre l'information (le cas échéant) au service régional d'archéologie (SRA de Villeneuve d'Ascq).
Curieusement, les autorités locales se sont toujours refusées à procéder à cette vérification très simple et toute mention de cette crypte potentielle est systématiquement effacée de la fiche Wikipedia sur Wattignies. Un article de la Voix du Nord du mercredi 3 février 2010 résume cette présomption de trésor sous la chapelle. Le lien Web vers cet article sur la page récapitulative VDN Wattignies ayant été effacé dès le vendredi 5 février 2010 pour une raison inconnue (ce nouvel insert Wikipedia du 5 février 2012 devrait être à nouveau effacé par un tiers dans un futur proche et sera réinséré en janvier 2013).
Le conférencier indiqua que, dans les années 1990, les travaux de goudronnage d'un nouveau parking derrière l'église permirent de mettre au jour des dépouilles de soldats espagnols en armure du XVIe siècle. Dans un but louable de préservation archéologique, les dépouilles et armures furent réinsérées dans le goudron. Cette mention ayant été effacée par le passé de la fiche wikipedia.
En 1531, Mathieu Castelain devient seigneur de Wattignies, terre achetée par ses oncles et tuteurs, Guillaume Castelain, bourgeois de Lille, et Nicolas de Fourmestraux, bourgeois et échevin de Lille. Mathieu est le fils de Paul, bourgeois de Lille et de sa deuxième épouse Wilhelmine Le Candele, fille de Jacques et d'Isabeau Deliot. Il devient bourgeois de Lille le 5 février 1543 et meurt avant 1556. Il épouse Barbe Scholastique Massiet, fille de Baudouin, prévôt de Lille, et d'Agnès de Malet, dont il n'eut qu'un fils Claude, mort avant lui.
Guillaume Castelain Ier devient seigneur de Wattignies après son cousin Mathieu. Fils de Jean, bourgeois de Lille, Guillaume Ier accède à la bourgeoisie de Lille par achat le 29 mars 1510. Il prend pour femme le 20 mai 1509 Jeanne Le Blancq, fille de Jean, maître de la Chambre des comptes de Lille, et de Martine de Los.
Guillaume Castelain II succède à son père Guillaume Ier dans la seigneurie de Wattignies. Marchand, bourgeois de Lille le 30 juillet 1541, il meurt avant 1579. Il épouse Marie Deliot, sœur d'Isabeau mariée à son frère Jean, fille d'Hubert.
Maximilien Castelain, fils de Guillaume II est seigneur de Wattignies et meurt célibataire en décembre 1579.
Mathieu Castelain succède à son frère Maximilien dans la seigneurie. Il est également seigneur de Becquerel, bourgeois de Lille le 16 novembre 1591. Il meurt à Lille le 20 octobre 1620. Il épouse Hélène du Bois de Hoves, fille de Sohier, seigneur du Bucq, et de marie d'Hérignies. Le couple n'a pas d'enfants.
La seigneurie de Wattignies passe à la sœur de Mathieu Jeanne, morte à Lille le 14 janvier 1622. Jeanne a pris pour mari Charles d'Appeltern, écuyer, seigneur d'Eeckhoutte, natif de Bruxelles, maître de la Chambre des comptes de Lille, conseiller des Archiducs Albert d'Autriche et Isabelle-Claire-Eugénie d'Autriche, gouverneurs des Pays-Bas espagnols et autrichiens, mort à Lille le 4 octobre 1609, enterré dans la chapelle Saint-Nicolas de l'église Sainte-Catherine de Lille. Leur fille Madeleine Van Appelern hérite de la seigneurie , elle épouse le chevalier Philippe de Kessel, qui devient le nouveau seigneur de Wattignies.

### Second château
Un « second château » fut construit à 500 mètres de l'emplacement du premier (au cours d'une période longue et troublée, entre 1615 et 1640) par Philippe de Kessel, seigneur de Wattignies depuis 1610, et son premier jardin dessiné vers 1635 par le jeune André Le Nôtre futur jardinier de Louis XIV. Il subsiste du château (détruit par un incendie en 1929 et remplacé par le CREPS en 1960) le théâtre de verdure du XVIIe siècle, la porte monumentale du XVIIe siècle qui donne sur la drève dite de Malborough (siège de 1708) et 4 vases Médicis précurseurs des vases de Vaux le vicomte (1645) et de ceux de Versailles (1660/1680). Subsiste également le jardin potager du XVIIe siècle avec la maison du régisseur datant de 1830 en style picard (toit ardoisé) qui abritait les écuries du château. Le château était une version réduite du château de Cheverny (partie centrale), selon des plans datant de la même époque (juste après la mort du roi Henri IV en 1610).
Philippe de Kessel, écuyer, seigneur de Milleville, Wattignies, Becquerel et le Pré, bailli de la ville de Cysoing, député ordinaire des États de Lille, Douai, Orchies, pendant 20 ans bénéficie le 21 février 1625 de lettres données à Madrid le faisant chevalier. Il est le petit-fils de Gilbert ou Gistrecht de Kessel, chevalier, qui fut lieutenant d'hommes d'armes pendant les guerres entre Charles Quint et la France; son père, Jean-François de Kessel, écuyer, seigneur de Milleville, pour ne pas adhérer aux rébellions des Pays-Bas, a dû abandonner ses biens et se réfugier en Hainaut. Le bénéficiaire s'est lui-même mis au service de son souverain dès avoir atteint l'âge de porter les armes dans la garnison de la ville d'Hulst et continue de servir depuis. 
Le 2 mai 1642, Michel de Kessel, fils de Philippe, seigneur de Wattignies, bénéficie à son tour de lettres de chevalerie données à Arranguez. Il a servi dès l'an 1632 dans une compagnie de chevaux du comte de Nassau, général de la cavalerie (Jean VIII de Nassau-Siegen), pendant 2,5 ans comme soldat puis en tant que porte-étendard du comte Jean-François de Nassau (Jean-François Desideratus de Nassau-Siegen). Il a participé à de nombreux combats où il s'est signalé contre les ennemis tant Français qu'Hollandais.
En août 1700, des lettres de Versailles érigent en comté la terre de Wattignies, située dans la châtellenie de Lille, village à clocher, ayant toutes les justices (justice seigneuriale) et un beau château, ainsi que plusieurs fiefs en dépendant, en faveur de Philippe Albert de Kessel, écuyer, seigneur de Wattignies et de Lesquin, 1er capitaine de cavalerie au régiment de Mauroy où il sert depuis 13 ans, issu d'une ancienne et noble famille du Brabant. Son père Michel de Kessel avait épousé Bonne Françoise d'Hénin de Wambrechies et lui-même est marié à Marie Charlotte de Lannoy, fille du comte de Lannoy (maison de Lannoy), dont la sœur fut fille d'honneur de la reine défunte (probablement Marie-Thérèse d'Autriche) et est actuellement dame douairière de Montreuil.

### Bataille
En 1708, Wattignies fut le lieu de la bataille décisive perdue par les Français contre le duc de Malborough qui tenait le siège de Lille défendue par le maréchal de Boufflers. Wattignies étant la charnière ouest du dispositif défensif des Anglais en forme d'arc de cercle allant de Wattignies à Cysoing en s'appuyant sur les deux rivières (la Deûle à l'ouest et la Marque à l'est). La partie sud-ouest de Wattignies contenant des marais (d'où le quartier « le Marais »), la zone de tranchées commençait depuis la drève du château de Wattignies dite du champ de bataille surplombant une pente douce au sud d'où venaient les Français. Une victoire à Wattignies aurait permis aux Français d'avoir accès au chemin enterré de Loos-lez-Lille (route de « l'Epil de Soil ») pour atteindre, protégés par les talus, les tranchées anglaises entourant la ville de Lille. La chute de Lille, en octobre 1708 pour la ville et en décembre 1708 pour la citadelle, permit à Malborough de prendre une à une toutes les forteresses de Flandres (Audenarde, Gand). Ceci a amené Louis XIV à signer le premier traité d'Utrecht (1713) qui donnait l'Acadie canadienne aux Anglais, porte d'entrée sur le Saint-Laurent,. La tradition orale locale, après la bataille de 1793, attribuera l'appellation de « Wattignies la défaite » au Wattignies de Lille.

### Chemin de fer
La section de la ligne Paris - Lille, passant sur le territoire de la commune, est mise en service par la compagnie des chemins de fer du Nord en 1846. En 1866, la 27e station de la ligne est la gare de Seclin et la 28e la gare de Lille, il n'y a pas de station pour la desserte du village de « Templemars (866 habitants) » et du gros bourg de « Wattignies (2233 hab.) ». Le passage du chemin de fer sur la commune mobilise les habitants et des membres du conseil municipal, en 1877, une commission est mise en place pour réussir à ouvrir une halte voyageurs. La compagnie du Nord accepte cette demande et chiffre la part ces communes pour cette ouverture à dix mille francs. La répartition calculée par importance donne : Wattignies 5 000 fr, Templemars 4 000 fr et Vendeville 1 000 fr. Interpellé, le département attribue à chacune des communes 1 000 fr de subvention. À Wattignies une souscription auprès des habitants, récolte 1 675 fr, le conseil municipal décide d'apporter le complément. La halte de Wattignies est ouverte, sur la commune de Templemars, le 3 novembre 1879 près du « passage à niveau de l'Amiteuse ».

### Réseau de carrières souterraines
Le sous-sol de Wattignies renferme un « réseau de carrières souterraines » de craie (dite pierre de Lezennes pour les constructions en « rouges barres »). Depuis des temps immémoriaux, selon les recherches citées plus haut, Wattignies a toujours disposé d'un réseau de carrières souterraines étendu qui servait à extraire les pierres destinées aux châteaux et autres constructions (toujours visibles sur des maisons de Wattignies et de Templemars). La population se réfugiait dans ces carrières lors des invasions et brigandages. En 1900, elle servaient de refuge et de quartier général aux délinquants, cambrioleurs notamment : le 5 juin 1900, la police organisa une descente dans ces carrières et celles d'Emmerin pour mettre fin à la situation.
Les fouilles préventives de février-mars 2008 et de juin-juillet 2008 ont fait apparaître quatre vestiges d'intérêt significatif pour l'histoire de Lille : d'une part des éléments d'armures anglaises et des armes du XVIIIe siècle (1708), d'autre part les vestiges d'une villa gallo-romaine ainsi qu'une voie romaine et un funerarium mérovingien. Les fouilles ainsi révélées en février 2008 ont été rapidement rebouchées en avril et juillet 2008. LMCU ayant décidé de ne pas approfondir ces fouilles afin de ne pas retarder un chantier de 145 maisons individuelles initialement prévues pour janvier 2009. Un recours gracieux du 10 septembre 2008 portant sur l'absence d'appel d'offres (loi 2005-809 du 20 juillet 2005) ayant provoqué un report.

## Politique et administration

### Rattachements administratifs et électoraux

#### Rattachements administratifs
La commune se trouve  dans l'arrondissement de Lille du département du Nord.  
Elle faisait partie de 1793 à 1991 du canton de Seclin, année où celui-ci est scindé et la commune rattachée au canton de Seclin-Nord. Dans le cadre du redécoupage cantonal de 2014 en France, cette circonscription administrative territoriale a disparu, et le canton n'est plus qu'une circonscription électorale.

#### Rattachements électoraux
Pour les élections départementales, la commune fait partie depuis 2014 du canton de Faches-Thumesnil.
Pour l'élection des députés, elle fait partie de la cinquième circonscription du Nord.

### Intercommunalité
Wattignies est membre de la Métropole européenne de Lille, un établissement public de coopération intercommunale (EPCI) à fiscalité propre créé en 2015 par transformation de la communauté urbaine successivement dénommée Communauté urbaine de Lille (CUDL) et  Lille Métropole Communauté urbaine.
La commune lui transféré un certain nombre de ses compétences, dans les conditions déterminées par le code général des collectivités territoriales.

### Tendances politiques et résultats
Lors du premier tour des élections municipales de 2014 dans le Nord, la liste DVD menée par le maire sortant Alain Pluss obtient la majorité absolue des suffrages exprimés, avec 3 081 voix, 64,01 %, 28 conseillers municipaux élus dont 1 communauitaire),  devançant très largement celles menées respectivement par : 

- Caroline Manier (PS, 699 voix, 14,52 %, 2 conseillers municipaux élus) ;

- Francine Herbaut Dauptain (SE, 603 voix, 12,52 %, 2 conseillers municipaux élus) ; 

- Geneviève Boyer (FG, 430 voix, 8,93 %, 1 conseiller municipal élu) ; 

Lors de ce scrutin, 45,37 % des électeurs se sont avstenus.
Lors du premier tour des élections municipales de 2014 dans le Nord, la liste DVD menée par le maire sortant Alain Pluss obtient la majorité absolue des suffrages exprimés, avec 1 822 voix (55,41 %, 27 conseillers municipaux élus dont 2 métropolitains), devançant très largement celles menées respectivement par : 

- Francine Herbaut (ECO, 804 voix, 24,45 %, 4 conseillers municipaux élus) ;

- Jean-Claude Nimal (DVG, 345 voix, 10,49 %, 1 co,sieller municipal élu) ; 

- Christophe Planquart (LREM, 317 voix, 9,64 %, 1 conseiller municipal élu).

Lors de ce scrutin marqué par la pandémie de Covid-19 en France,  64,43 % des électeurs se sont abstenus.

### Liste des maires
| Période       | Période                    | Identité                                   | Étiquette       | Qualité |
| ------------- | -------------------------- | ------------------------------------------ | --------------- | --- |
| 1790          | 1791                       | Michel Waymel                              |                 | |
| 1791          | 1792                       | Charles Joseph Roussel                     |                 | |
| 1792          | 1802                       | Charles Roussel                            |                 | |
| 1802          | 1803                       | Jean Baptiste Thibaut                      |                 | |
| 1803          | 1813                       | Michel Eugène Dutilleul                    |                 | |
| 1813          | 1845                       | Comte Charles Joseph du Maisniel           |                 | Conseiller d'arrondissement de Seclin (1833 → 1845)                                                                                |
| 1845          | 1848                       | Comte Gustave Charles Collette du Maisniel |                 | |
| 1848          | 1848                       | Jean-Baptiste Houzé                        |                 | Maire provisoire |
| 1848          | 1881                       | François Joseph Hocedez                    |                 | |
| 1881          | 1884                       | Henri Dehau                                |                 | |
| 1884          | 1889                       | Jean-François Desrousseaux-Bogaert         |                 | |
| novembre 1889 | décembre 1910              | Simon Duriez                               |                 | |
| février 1911  | 1914                       | Jean-Baptiste Hocedez                      |                 | Brasseur |
| 1914          | 1919                       | Louis Moreau                               |                 | Premier adjoint faisant fonction de maire                                                                                          |
| 1919          | 1944                       | Pierre Duriez                              | FR              | Conseiller général de Seclin-Sud (1931 → 1937)                                                                                     |
| 1944          | mai 1945                   | Marcel Deslandes                           |                 | |
| mai 1945      | avril 1963                 | Charles Guillain                           | SFIO            | Conseiller général de Seclin-Sud (1958 → 1963) Mort en fonction                                                                    |
| 1963          | mars 1971                  | Émile Dubois                               |                 | |
| mars 1971     | mars 1999                  | Robert Delefosse,                          | RPR             | Ancien chef de région aux Ets Sedis Conseiller général de Seclin-Nord (1992 → 1998) Vice-président de LMCU[Quand ?] Démissionnaire |
| mars 1999     | mars 2008                  | Yves Smets                                 | DVD             | Inspecteur de l'enseignement technique Vice-président de LMCU[Quand ?] Chevalier des Palmes académiques                            |
| mars 2008     | mars 2025,                 | Alain Pluss                                | DVD (Gaulliste) | Cadre retraité de La Pie qui chante Mort en fonction                                                                               |
| mars 2025     | En cours (au 19 mars 2025) | Frédéric Faucomprez                        |                 | Chef d'entreprise |

### Jumelages
- Broadstairs (Royaume-Uni) depuis 1982
- Rodenkirchen (Allemagne) depuis 1973

## Population et société

### Démographie

#### Évolution démographique
L'évolution du nombre d'habitants est connue à travers les recensements de la population effectués dans la commune depuis 1793. Pour les communes de plus de 10 000 habitants les recensements ont lieu chaque année à la suite d'une enquête par sondage auprès d'un échantillon d'adresses représentant 8 % de leurs logements, contrairement aux autres communes qui ont un recensement réel tous les cinq ans,.

En 2022, la commune comptait 15 756 habitants, en évolution de +8,77 % par rapport à 2016 (Nord : +0,51 %, France hors Mayotte : +2,11 %).
| 1793  | 1800  | 1806  | 1821  | 1831  | 1836  | 1841  | 1846  | 1851  |
| ----- | ----- | ----- | ----- | ----- | ----- | ----- | ----- | ----- |
| 1 047 | 1 014 | 1 131 | 1 414 | 1 857 | 2 031 | 2 183 | 2 226 | 2 236 |

| 1856  | 1861  | 1866  | 1872  | 1876  | 1881  | 1886  | 1891  | 1896  |
| ----- | ----- | ----- | ----- | ----- | ----- | ----- | ----- | ----- |
| 2 182 | 2 233 | 2 376 | 2 392 | 2 413 | 2 543 | 2 635 | 2 708 | 2 752 |

| 1901  | 1906  | 1911  | 1921  | 1926  | 1931  | 1936  | 1946  | 1954  |
| ----- | ----- | ----- | ----- | ----- | ----- | ----- | ----- | ----- |
| 2 900 | 2 816 | 3 116 | 2 879 | 3 344 | 3 775 | 4 075 | 4 260 | 4 591 |

| 1962  | 1968  | 1975   | 1982   | 1990   | 1999   | 2006   | 2011   | 2016   |
| ----- | ----- | ------ | ------ | ------ | ------ | ------ | ------ | ------ |
| 5 965 | 5 969 | 12 319 | 13 790 | 14 533 | 14 440 | 13 692 | 13 297 | 14 485 |

| 2021   | 2022   | - | - | - | - | - | - | - |
| ------ | ------ | - | - | - | - | - | - | - |
| 15 531 | 15 756 | - | - | - | - | - | - | - |

#### Pyramide des âges
La population de la commune est relativement jeune.
En 2018, le taux de personnes d'un âge inférieur à 30 ans s'élève à 38,6 %, soit en dessous de la moyenne départementale (39,5 %). À l'inverse, le taux de personnes d'âge supérieur à 60 ans est de 25,5 % la même année, alors qu'il est de 22,5 % au niveau départemental.
En 2018, la commune comptait 6 823 hommes pour 7 913 femmes, soit un taux de 53,7 % de femmes, légèrement supérieur au taux départemental (51,77 %).
Les pyramides des âges de la commune et du département s'établissent comme suit.
| Hommes | Classe d’âge | Femmes |
| ------ | ------------ | ------ |
| 0,4    | 90 ou +      | 1,3    |
| 5,8    | 75-89 ans    | 10,0   |
| 15,4   | 60-74 ans    | 17,6   |
| 16,6   | 45-59 ans    | 17,0   |
| 19,9   | 30-44 ans    | 18,4   |
| 20,3   | 15-29 ans    | 17,9   |
| 21,7   | 0-14 ans     | 17,7   |

| Hommes | Classe d’âge | Femmes |
| ------ | ------------ | ------ |
| 0,5    | 90 ou +      | 1,4    |
| 5,3    | 75-89 ans    | 8,1    |
| 14,8   | 60-74 ans    | 16,2   |
| 19,1   | 45-59 ans    | 18,4   |
| 19,5   | 30-44 ans    | 18,7   |
| 20,7   | 15-29 ans    | 19,1   |
| 20,2   | 0-14 ans     | 18     |

## Sports et loisirs
Wattignies est une ville connue pour son équipe de hockey sur gazon, l'une des meilleures de la région Nord-Pas-de-Calais. Elle s'entraîne au CREPS de Wattignies. Plusieurs joueurs de Wattignies ont été sélectionnés en équipe de France (que ce soit la A, la -18 et la -16). C'est une excellente équipe formatrice de joueurs accédant au plus haut niveau. Le Wattignies Hockey Club a brillé également lors de la création de son Tournoi des Jeunes de Pentecôte en 1994 qui regroupe des centaines de joueurs et joueuses de 8 à 19 ans de différents pays. Ce dernier est un exemple de développement pour ce sport qui reste peu médiatisé en France.
La ville a aussi vu naître dernièrement une salle de musculation et une salle omnisports.
Le volley-ball connaît de bons résultats à Wattignies. L'équipe féminine a ainsi concouru en ProF de 1999 à 2001.
La ville est également connue pour son club de poker associatif, Watt'Pok, qui participe chaque année au CNEC (Championnat de France de poker par équipe), et dont les licenciés ont remporté de nombreux tournois régionaux.
La pratique des activités et sports subaquatiques sont reconnus à travers le club de plongée SAGW, Sub Aquatic Group Wattignies. Ce club permet la pratique et la formation dans diverses disciplines telles que la plongée autonome en scaphandre, l'apnée, la photo sous marine, la biologie et bien d'autres.

## Économie
La commune possède plusieurs petits commerces, ainsi qu'un hypermarché (Cora). Elle abrite aussi plusieurs entreprises de moyenne et petite taille ainsi que quelque industries[Lesquels ?]. Enfin, un Centre régional d'éducation populaire et de sport (CREPS) se trouve au sein de la ville.

## Culture locale et patrimoine

### Lieux et monuments

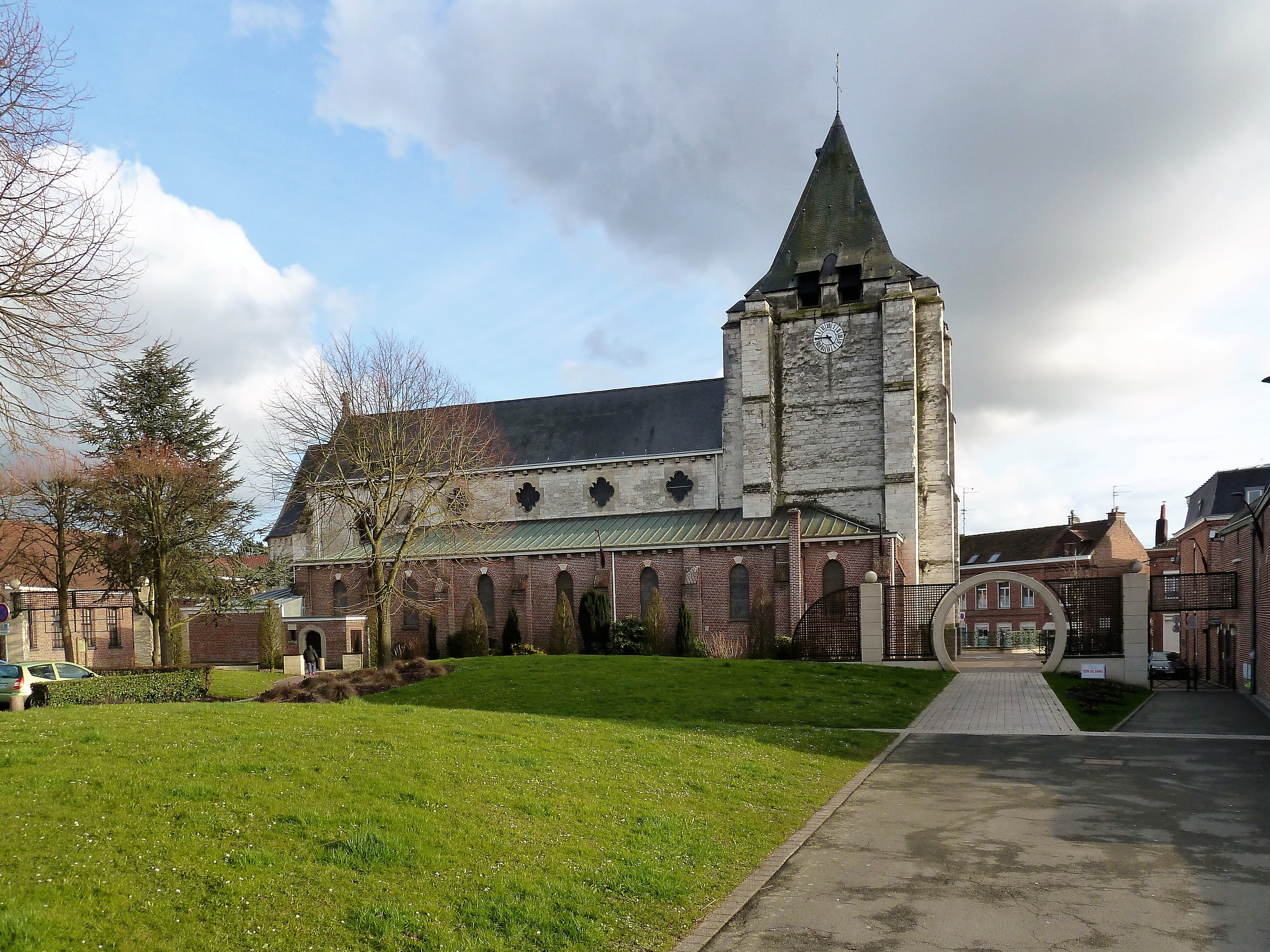
Église Saint-Lambert.

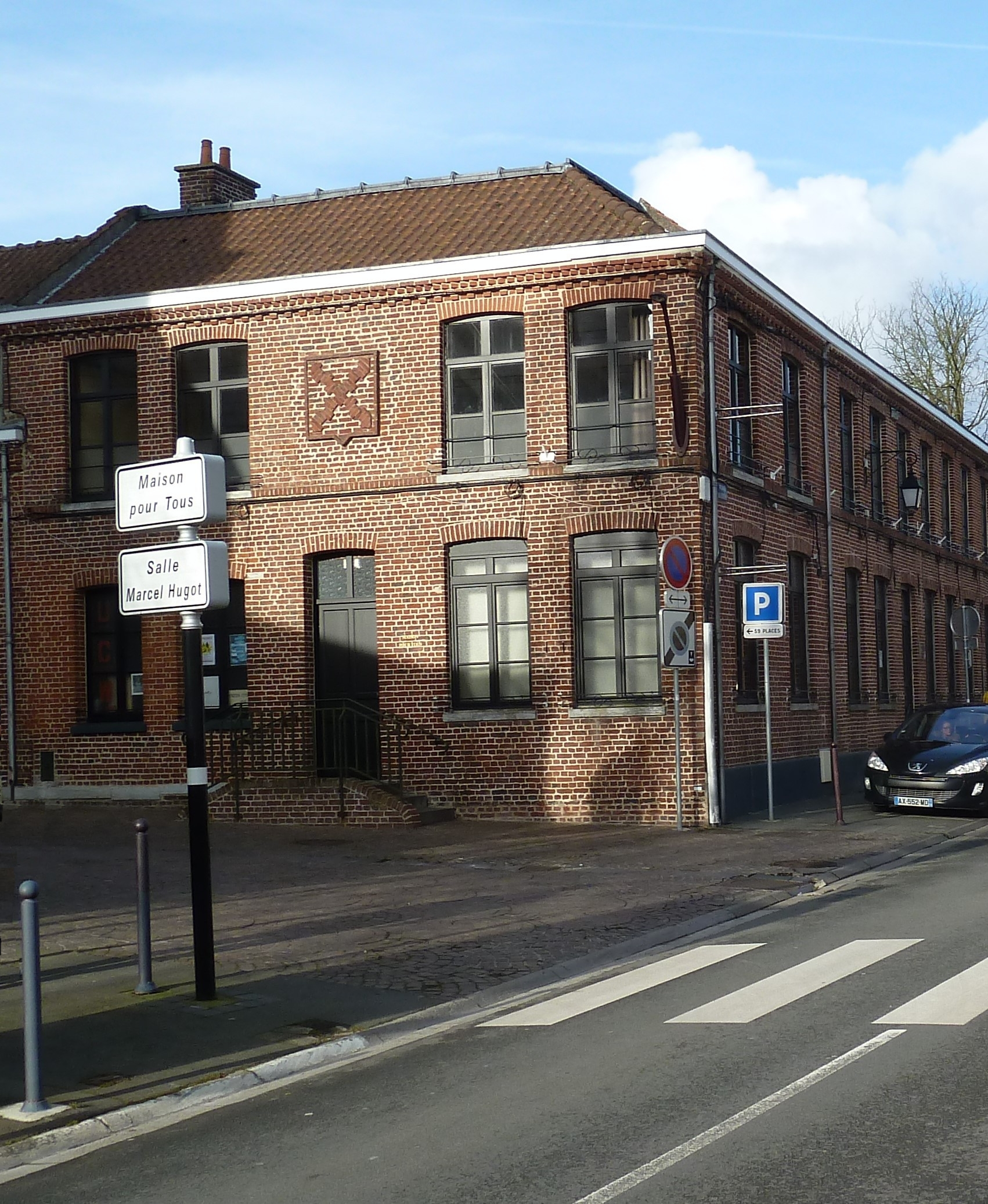
Salle Marcel Hugot.

- Église comprenant 3 parties correspondant à 3 époques : la chapelle du XIe / XIIe siècle, la tour du clocher du XVIe siècle, la partie centrale et les ailes des XVIIIe / XIXe siècles.
- Croix de procession en or, fleurdelisée, estimée du 14e. Pièce historique rare en France avec ses 4 fleurs aux 4 embouts (normalement 3 fleurs). Son existence est concordante avec celle de la chapelle du XIIe siècle et l'hypothèse d'un château fort de même période.
- Parc du château (XVIIe siècle)[55].
- Le monument aux morts érigé en 1922 dans le cimetière, au centre du carré militaire. Il est surmonté de la statue La Victoire en chantant, réalisée par Charles Édouard Richefeu.
- Champ de bataille de Wattignies au cours du siège de la ville de Lille par le duc de Malborough en 1708.
- Drève du château et porte monumentale XVIIe siècle.
- Théâtre de verdure XVIIe siècle construit par André Le Nôtre en 1640 (l'orangerie).
- Jardin potager de 10 000 m2 en forme d'octogone orienté sud-est sud-ouest selon l'usage du XVIIe siècle.
- Châtaignier de plus de 400 ans selon les méthodes de mesure utilisées pour dater un tel arbre. Ce châtaignier serait le plus ancien de son espèce au nord de Paris. Cette essence étant très recherchée aux XVIIe / XVIIIe siècles pour la construction, seuls les arbres situés sur des terres seigneuriales pouvaient être préservés.

- Brasserie Hocedez Becquart (fin XIXe siècle)[56].
- Brasserie coopérative l'Amiteuse (début XXe siècle)[57].

La drève, le portail, le potager et le théâtre de verdure seraient voués à la démolition dans le cadre du projet d'aménagement de la ZAC 2 sur la plaine du champ de bataille[réf. nécessaire]. Cependant, le châtaignier, unique dans la région, serait préservé[réf. nécessaire].

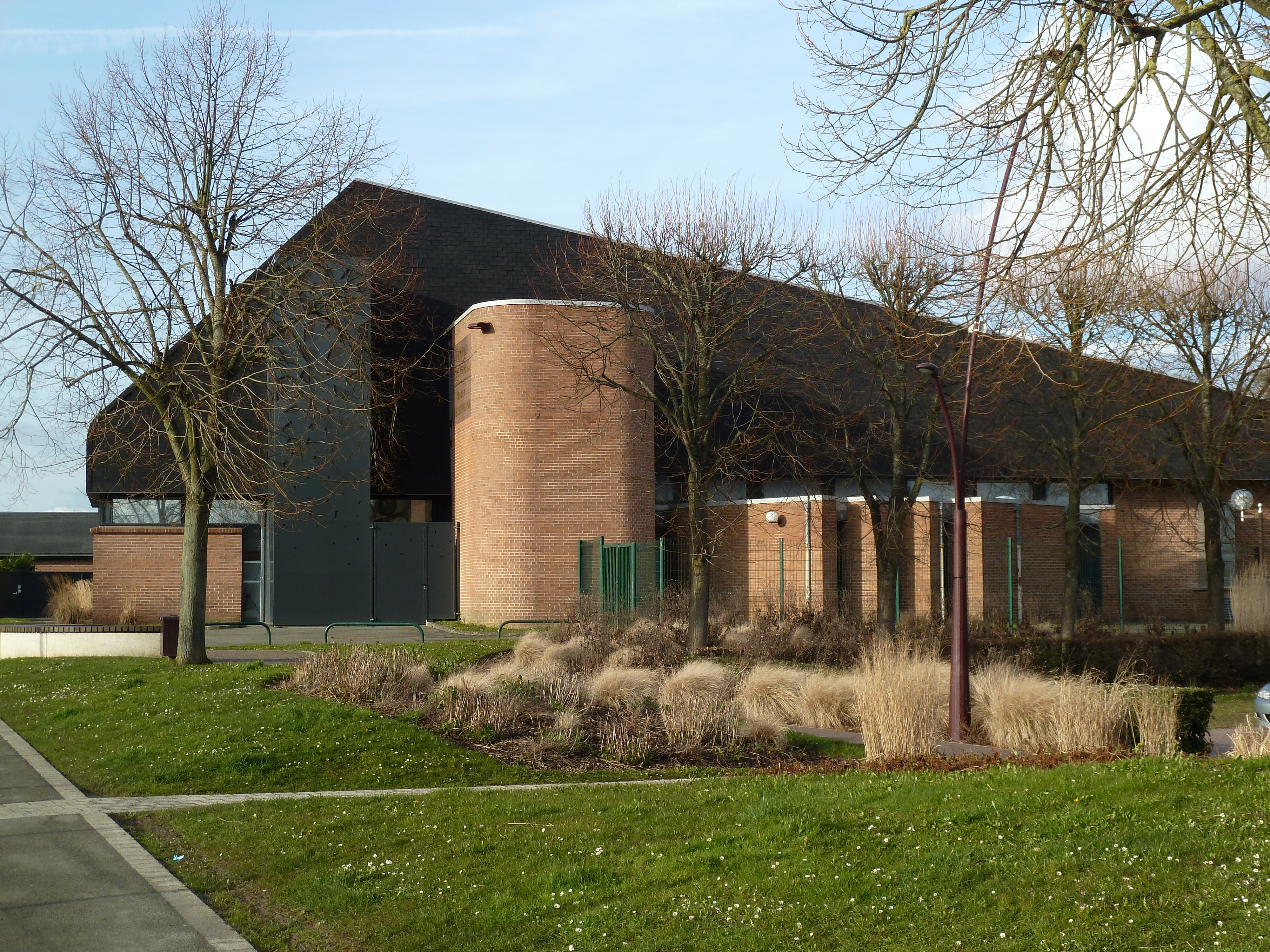
Centre culturel Robert Delefosse.
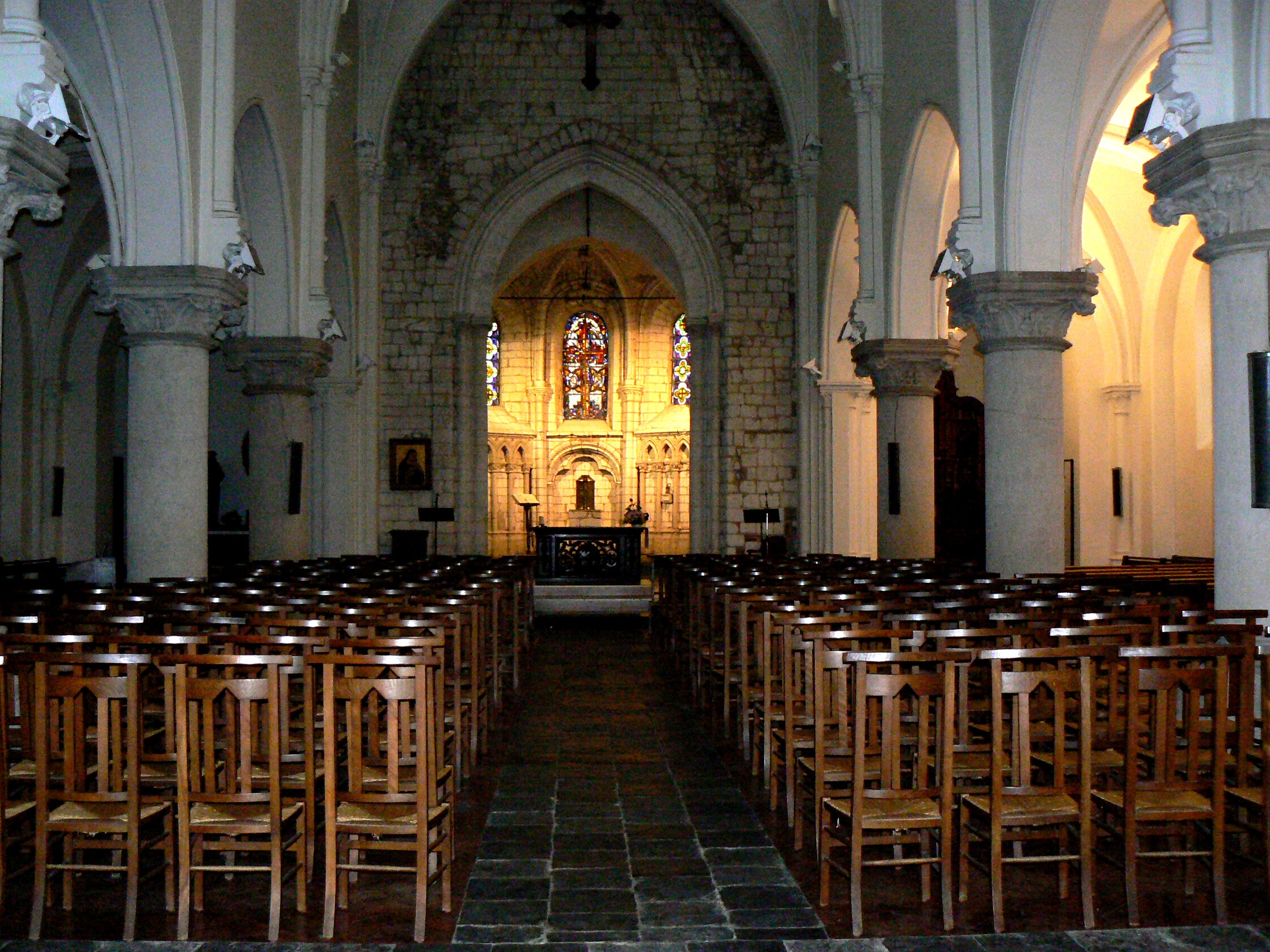
Intérieur de l'église Saint-Lambert.
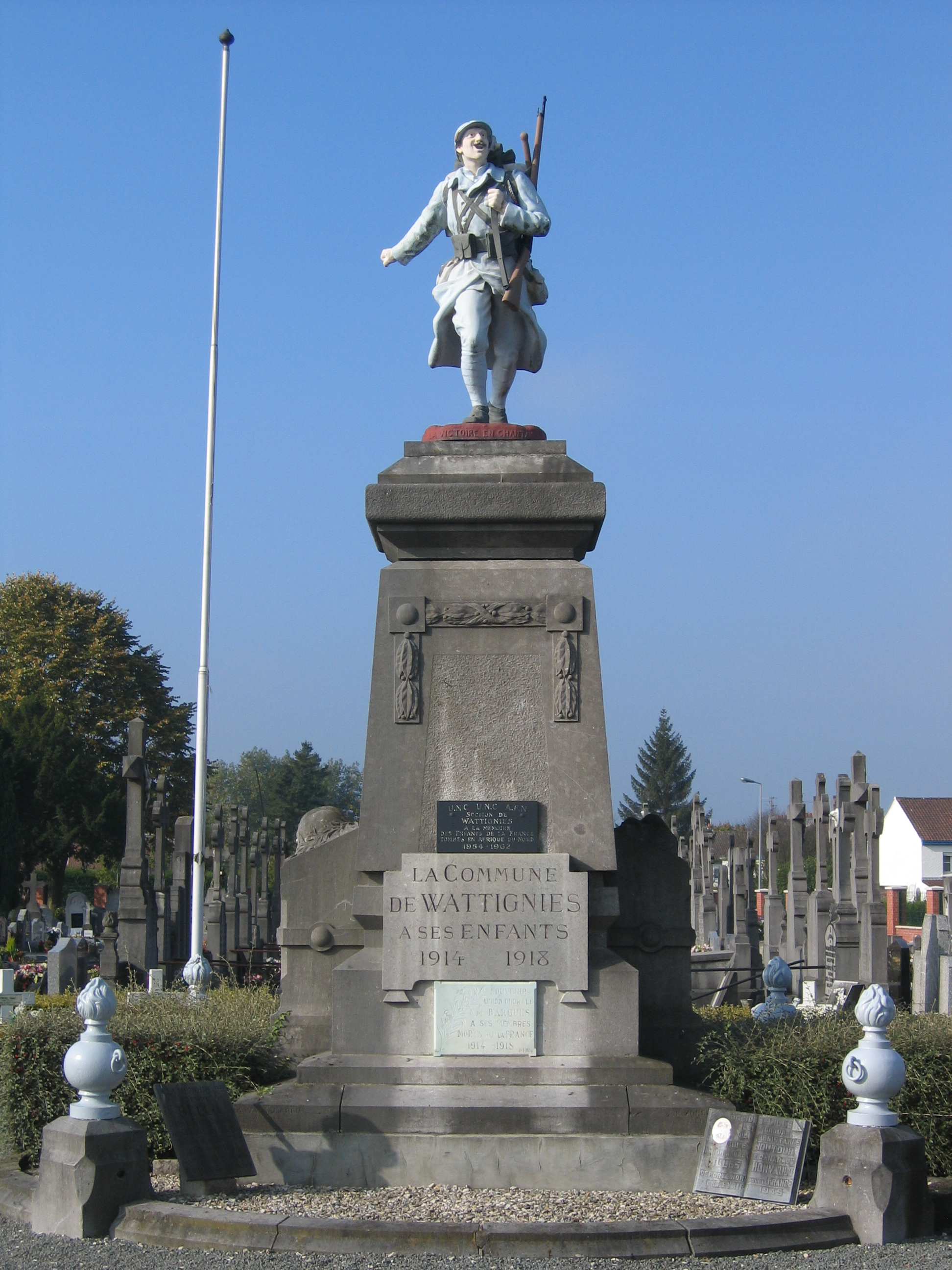
Le monument aux morts.

### Personnalités liées à la commune
- John Churchill (1er duc de Marlborough) (1650-1722) (celui de la chanson Malbrough s'en va-t-en guerre ), commandant des forces anglo-autrichiennes (Eugène de Savoie-Carignan), qui établit son quartier-général au château de Lannoy au nord est de Lille (propriété des Lannoy). Face à la tentative des Français venus du sud pour faire lever le blocus, il établit son commandement à Wattignies, point central de son dispositif de défense au sud de Lille où se déroule la bataille. Il s'installe très probablement au château de Wattignies (propriété des Kessel).

- Charles François de Lannoy (1741-1792), dernier seigneur de Wattignies, député des états de Flandres aux États généraux de 1789. Charles de Lannoy, enterré à Wattignies, avait hérité du château de Wattignies en 1746.

- Cardinal Albert Decourtray (1923-1994), primat des Gaules, académicien français, y est né.

- Alain Decaux (1925-2016),  journaliste, essayiste, biographe, scénariste, homme de radio et de télévision français, Académicien, il a occupé le devant de la scène médiatique pendant près d'un demi-siècle avec ses émissions de vulgarisation historique et ses nombreuses publications. Il est considéré comme l'un des pionniers des programmes d'histoire dans les médias. Il a passé son enfance à Wattignies chez sa grand-mère dans les années 1920 et se souvient parfaitement du château de Wattignies qui est sa première initiation à l'histoire de France.

### Héraldique
| Blason de Wattignies | Blason  | D'or au sautoir bretessé et contre-bretessé de sable. |
| Blason de Wattignies | Détails | Le blasonnement de la ville date de 1610. Il correspond aux armes du seigneur Philippe de Kessel, dont les armes sont au répertoire des armoiries des Flandres. La date de 1610 correspond au mariage de la jeune flamande Madeleine van Appelteren (héritière de la seigneurie par sa mère née Jeanne Castellain) avec le Chevalier Philippe de Kessel. Une de leurs filles, Madeleine de Kessel, épousa en 1639 le chevalier Jean André de Fourmestraux de Wazières, seigneur du Vertbois à Bondues et constructeur de la première partie du château du Vertbois en 1660, union dont est issu par la suite le comte Pierre Auguste Marie de Wazières de Roncq, bailli d'Halluin de 1760 à 1779, Grand bailli de Comines, député des États de la Flandre wallonne, créé comte de Roncq en septembre 1768. Le statut officiel du blason reste à déterminer. |

## Pour approfondir